# BDO国际
BDO国际 （BDO International）是世界第五大会计网络，业务规模仅次于“四大”，是一家世界性的专业服务。截至2018年9月30日，全年綜合收入為89.9億美元。BDO的成员所遍佈全球162个国家和地區，雇员80087人，分布在1591个办公地点。
立信会计师事务所是BDO在中国大陆地区的成员所，并可能成为全球规模最大的BDO成员所。

## 成员事务所
最大的成员事务所包括：

### 東亞
- 中國 - 立信會計師事務所（页面存档备份，存于）
- 香港 - 香港立信德豪會計師事務所有限公司（页面存档备份，存于）
- 臺灣 - BDO立本台灣 （页面存档备份，存于）
- 日本 - 三優監查法人（BDO Sanyu & Co.）

### 其他地方
- 亞美尼亞 - BDO亚美尼亚
- 比利时 - BDO Atrio
- 巴西 - BDO RCS
- 賽普勒斯 -
- 法國 - BDO法国
- 德国 - BDO AG（德语：BDO Deutsche Warentreuhand）
- 马来西亚 - BDO PLT
- 荷蘭 - BDO CampsObers
- 新西兰
- 挪威 - Formerly known as BDO Noraudit & Co.
- 加拿大 - BDO Canada LLP
- 英国 - BDO LLP
- 美国 - BDO USA
- 俄羅斯 - BDO俄罗斯
- 愛爾蘭 - BDO Simpson Xavier
- 印度 - BDO Haribhakti & Co.
- 丹麦 - BDO ScanRevision
- 根西 - BDO Tax Limited & BDO Limited
- 瑞士 - BDO AG
- 瑞典 - BDO北欧
- 西班牙 - BDO Audiberia
- 土耳其 - BDO Denet
- 以色列 - Ziv Haft
- 菲律賓 - BDO Alba Romeo & Co.
- 巴基斯坦 - BDO Ebrahim & Co.
- 波蘭 - BDO S.A.
- 拉脫維亞 - BDO Invest Riga, BDO Zelmenis&Liberte
- 巴拿马 - BDO Bustamante & Bustamante（页面存档备份，存于）
- 冰島 - BDO - Ísland（页面存档备份，存于）
- 科威特 - BDO科威特
- - BDO巴巴多斯
- 南非 - BDO南非
- - BDO, S.L.R.（页面存档备份，存于）

## 链接
- BDO International（页面存档备份，存于）